# Al Habtoor Tennis Challenge 2012
L'Al Habtoor Tennis Challenge 2012 è stato un torneo di tennis facente parte della categoria ITF Women's Circuit nell'ambito dell'ITF Women's Circuit 2012. È stata la 14ª edizione del torneo che si è giocata a Dubai negli Emirati Arabi Uniti dal 26 novembre al 4 dicembre 2012 su campi in cemento e aveva un montepremi di 75 000 $.

## Partecipanti

### Teste di serie
| Nazionalità | Giocatrice         | Ranking* | Testa di serie |
| ----------- | ------------------ | -------- | -------------- |
| Romania     | Irina-Camelia Begu | 52       | 1              |
| Serbia      | Bojana Jovanovski  | 56       | 2              |
| Russia      | Nina Bratčikova    | 85       | 3              |
| Slovacchia  | Jana Čepelová      | 106      | 4              |
| Rep. Ceca   | Kristýna Plíšková  | 109      | 5              |
| Ucraina     | Elina Svitolina    | 114      | 6              |
| Svizzera    | Stefanie Vögele    | 116      | 7              |
| Giappone    | Kimiko Date-Krumm  | 120      | 8              |

- Ranking al 19 novembre 2012.

### Altre partecipanti
Giocatrici che hanno ricevuto una wild card:
- Ons Jabeur
- Iva Mekovec
- Ksenia Palkina
- Conny Perrin

Giocatrici che sono passate dalle qualificazioni:
- Kristina Barrois
- Cristina Dinu
- Tara Moore
- Jasmina Tinjić
- Alexandra Artamonova (Lucky Loser)
- Danka Kovinić (Lucky Loser)

Giocatrici che hanno ricevuto un entry come special exempt:
- Samantha Murray

Giocatrici che hanno ricevuto un entry come Protected Ranking:
- Oksana Kalašnikova

## Vincitrici

### Singolare
Kimiko Date-Krumm ha battuto in finale  Julija Putinceva con il punteggio di 6–1, 3–6, 6–4

### Doppio
Maria Elena Camerin /  Vera Duševina hanno battuto in finale  Eva Hrdinová /  Karolína Plíšková con il punteggio di 7–5, 6–3